# Arthaberplatz
Der Arthaberplatz liegt im 10. Wiener Gemeindebezirk, Favoriten. Auf ihm befindet sich der Arthaberpark.

## Lage

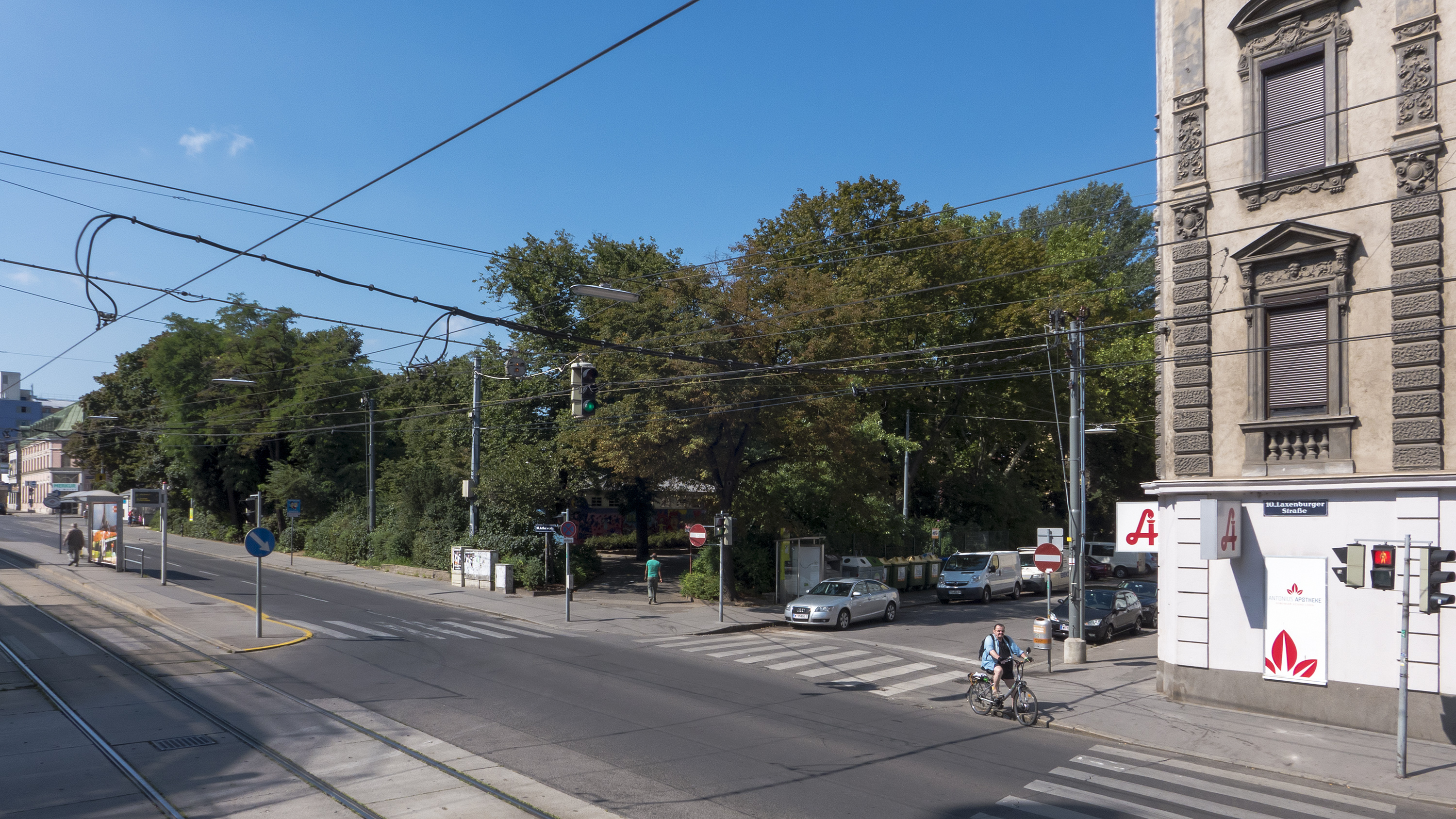
Der Arthaberplatz an der Laxenburger Straße

Der Arthaberplatz wird im Norden von der Davidgasse, im Osten von der Laxenburger Straße, im Süden von der Schröttergasse und im Westen von der Siccardsburggasse umschlossen. Auf seinem Areal befindet sich die Grünanlage des Arthaberparks.
Der Platz wurde 1890 nach dem Industriellen und Kunstmäzen Rudolf von Arthaber benannt. Am Arthaberplatz befinden sich noch einige gründerzeitliche Wohnhäuser aus der Zeit um 1900 und ein ehemaliges Backstein-Industriegebäude, das heute von einer Großmarktkette genützt und für ihre Zwecke umgebaut und adaptiert wurde. Ansonsten stehen hier Wohnbauten aus der Zeit nach 1945.
Auf dem Arthaberplatz an der Seite zur Laxenburger Straße, direkt auf der Laxenburger Straße und in der südlich des Platzes gelegenen Inzersdorfer Straße befinden sich Haltestellen der Straßenbahnlinien O und 11, der Autobuslinie 7A und Nachtbuslinie N66 der Wiener Linien.

## Bemerkenswerte Bauwerke am Arthaberplatz

### Arthaberpark
Der rund 10.000 m² große Park wurde 1904 unter Bürgermeister Karl Lueger angelegt. 1905 ließ die Familie Arthaber dort einen monumentalen Brunnen mit einer Uhr und einem Reliefbild von Rudolf von Arthaber errichten, der 1906 enthüllt wurde. Der Entwurf des Brunnens stammt vom Architekten Karl Theodor Bach, das Relief von Rudolf Schröer. Die Widmungstafel ehrt Arthaber als bürgerlichen Handelsmann und Shawl-Fabrikanten, Förderer des Gewerbes, der Kunst, des Weinbaus und der Gartenpflege. Nach dem Zweiten Weltkrieg wurde der Brunnen verändert, 1989 aber wieder in seinen ursprünglichen Zustand versetzt.
Im Park befand sich seit 1930 (Bürgermeister: Karl Seitz) ein Kinderfreibad, das 2005 / 2006 in das Jugendzentrum „Jugendtreff Arthaberbad“ umgewandelt wurde. Außerdem besitzt der Park einen Kinderspielplatz, einen Platz zum Fußballspielen und eine abgegrenzte Hundezone.

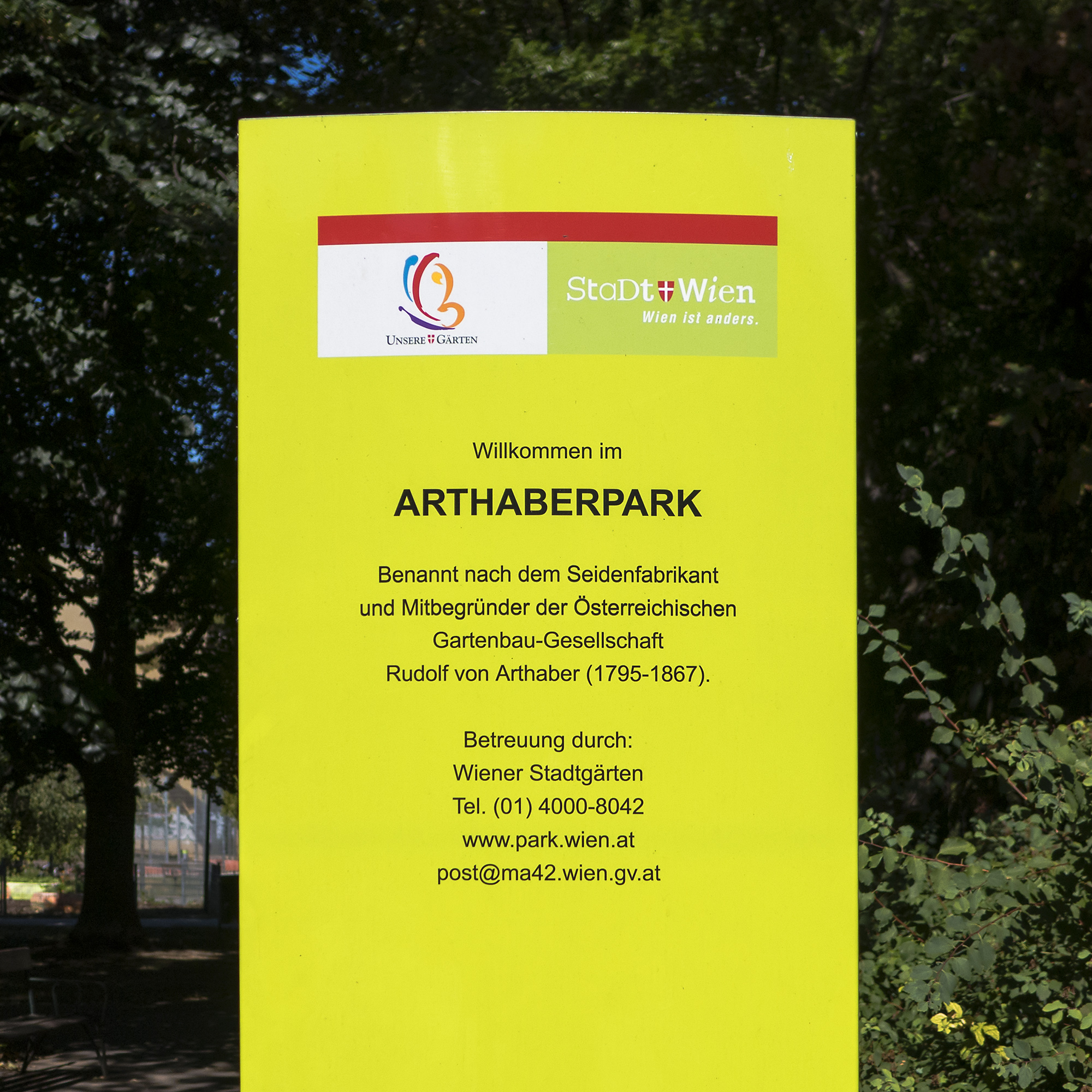
Informationstafel
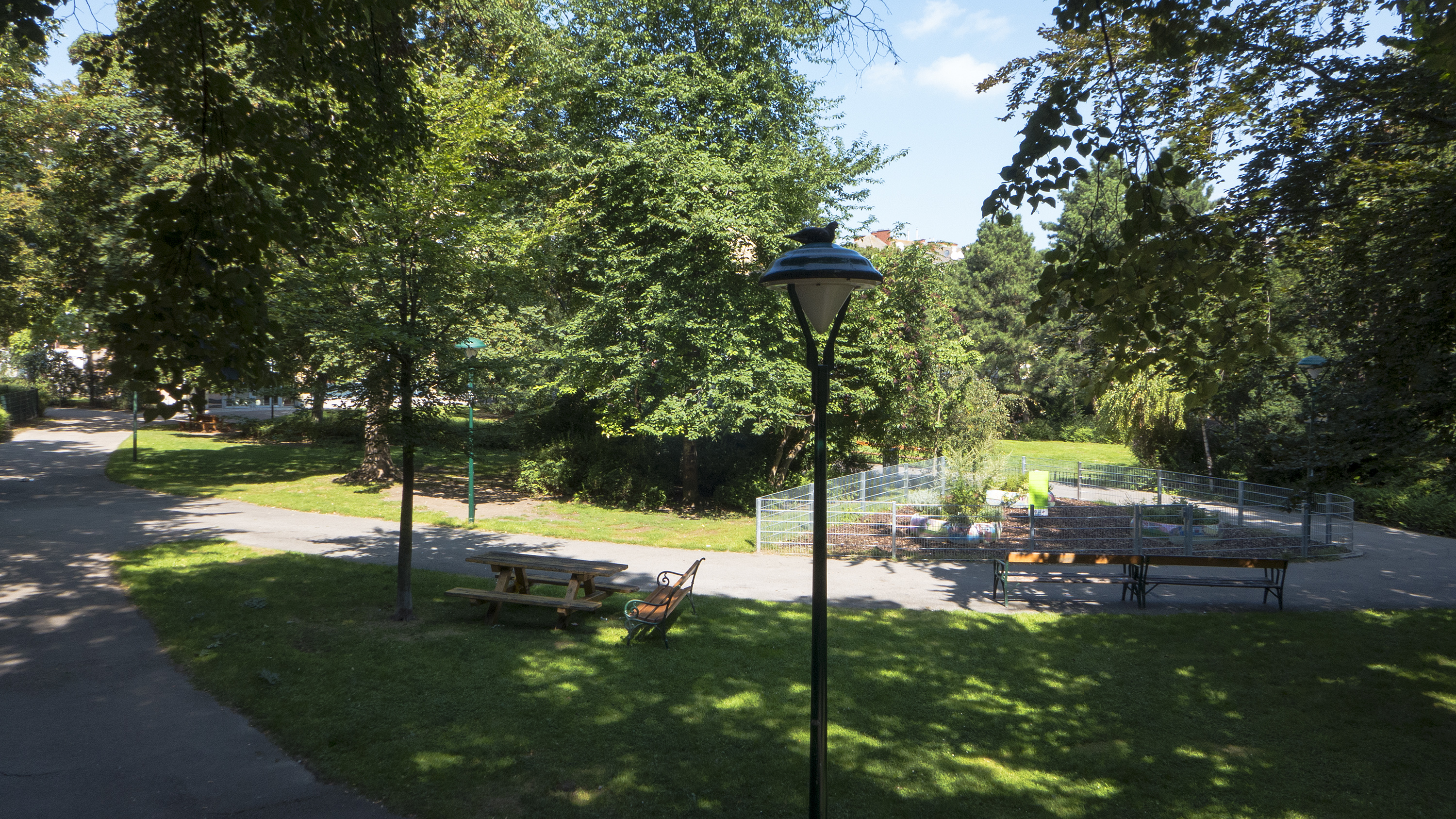
Grünanlage
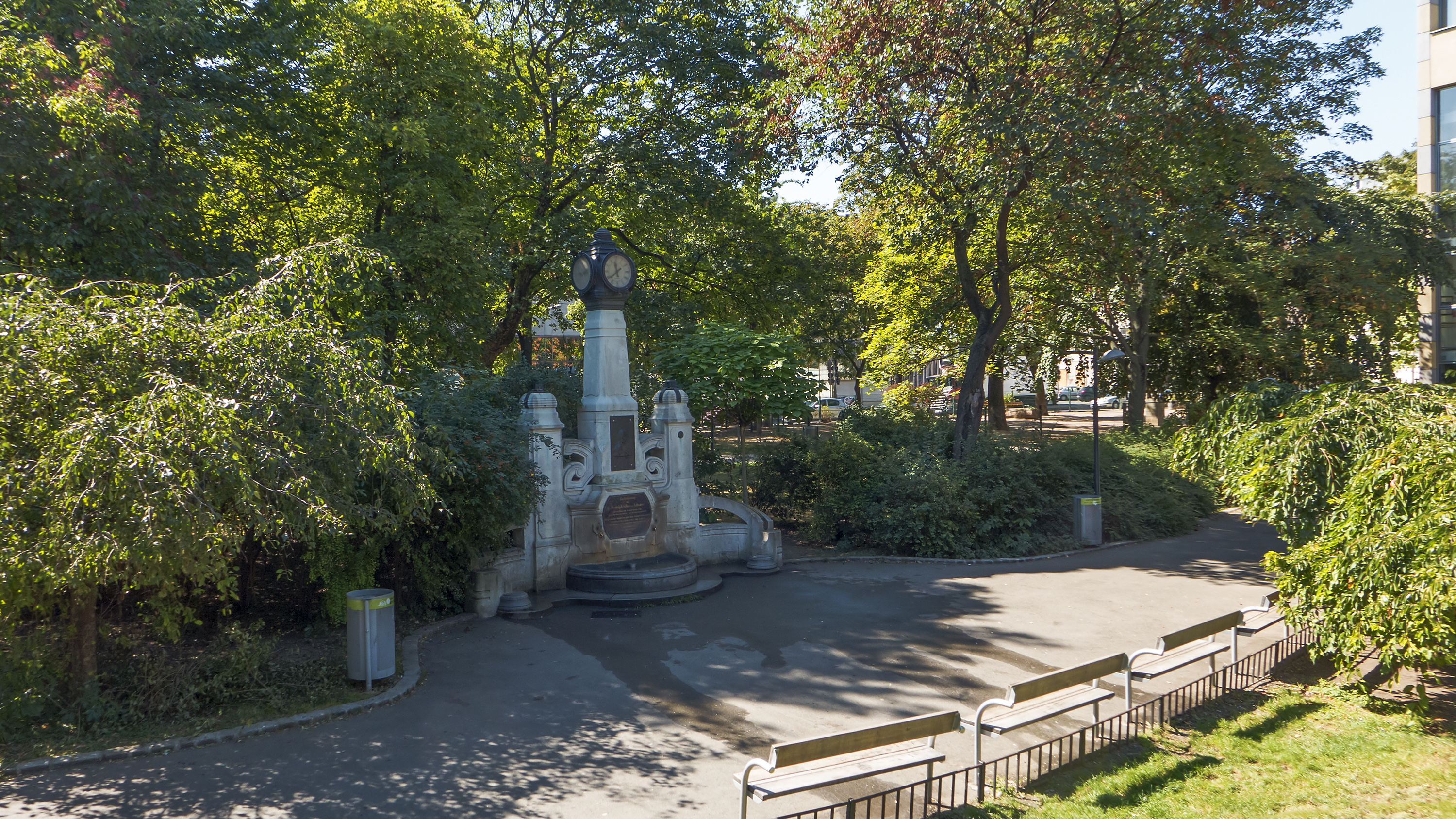
Umgebung des Arthaberbrunnens
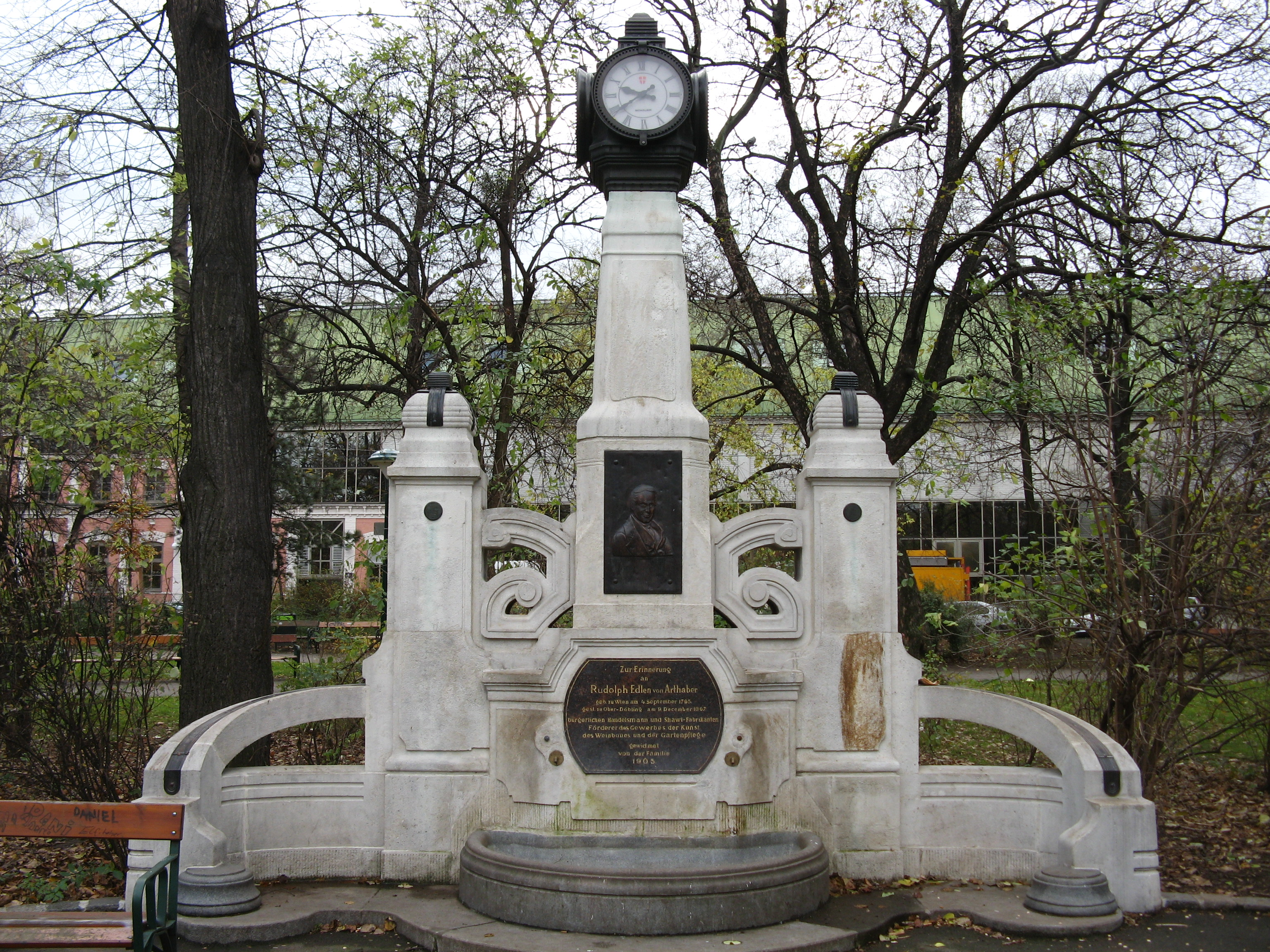
Arthaberbrunnen
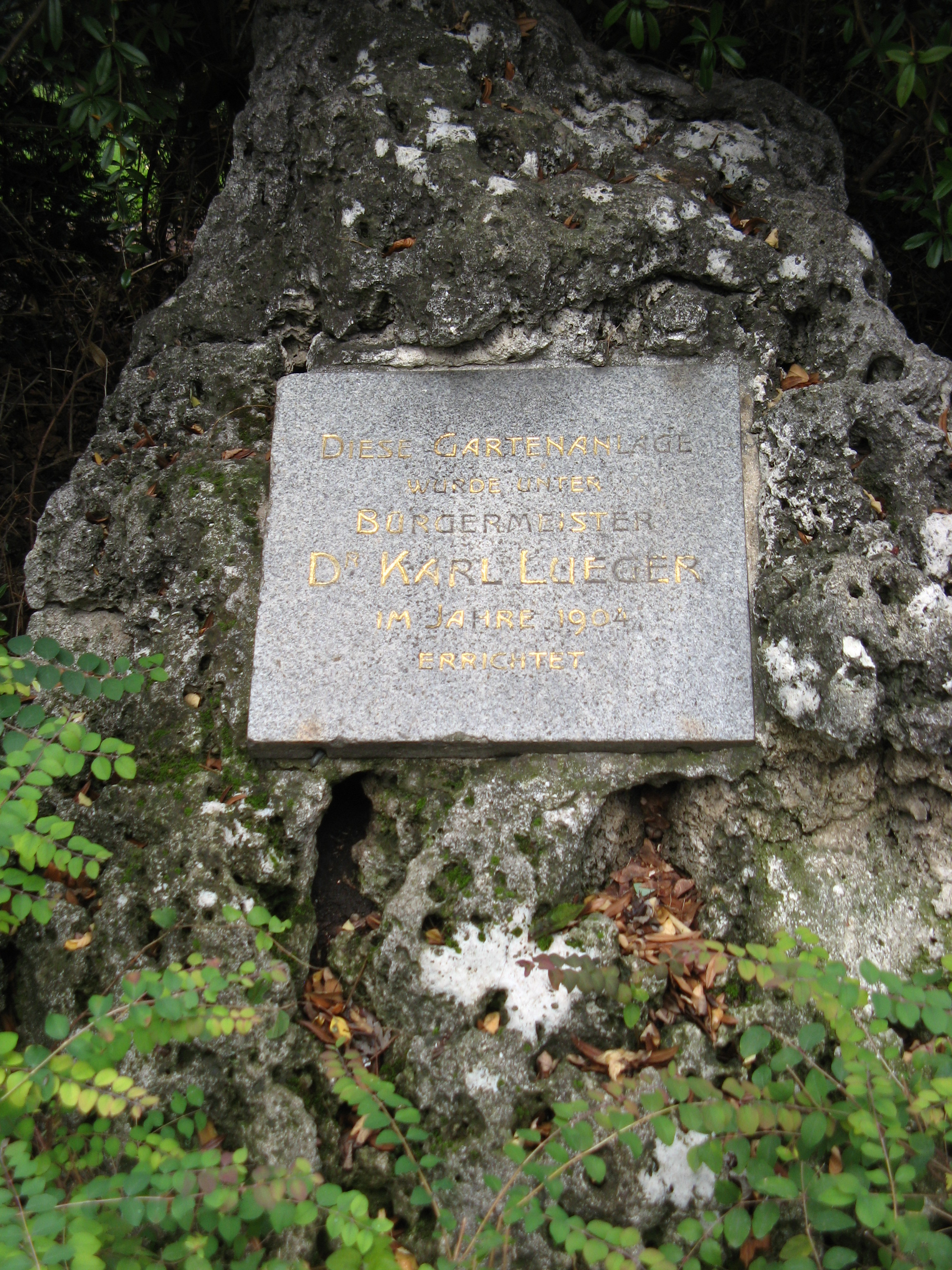
Gedenkstein an die Gründung des Parks
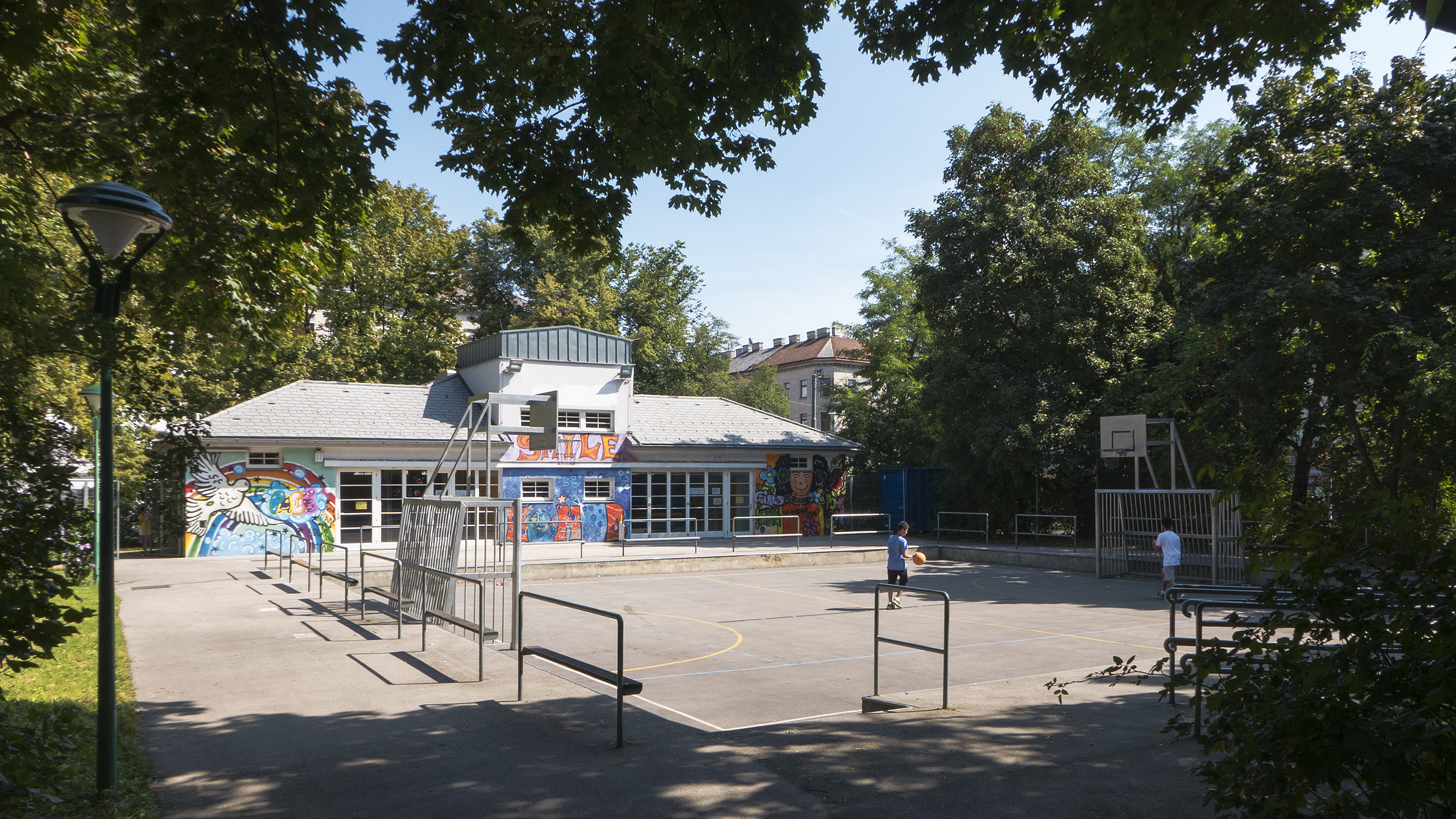
Ehemaliges Kinderfreibad
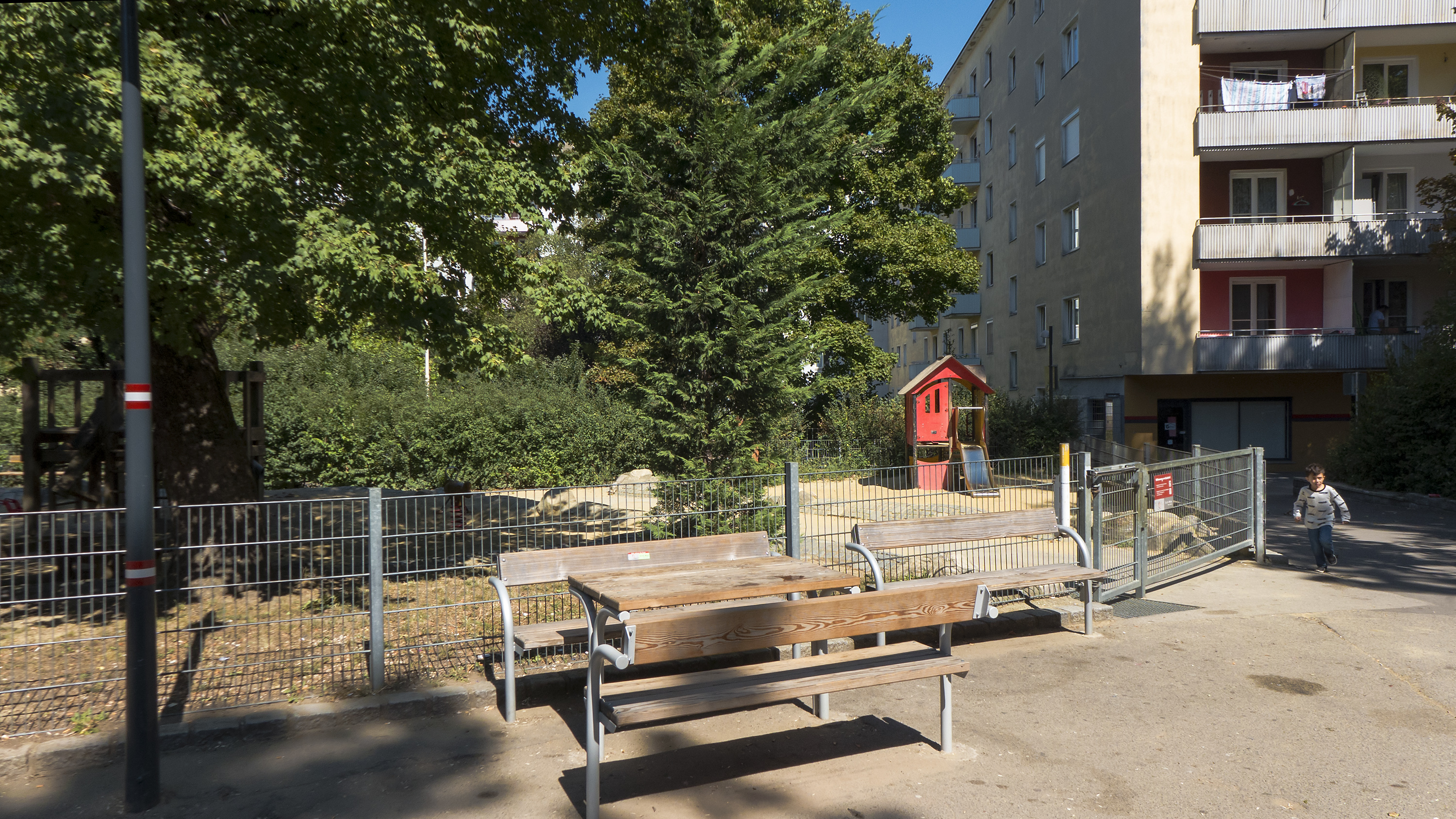
Spielplatz

### Nr. 12–15: Brunngraberhof
An der nördlichen Seite des Platzes, zwischen Davidgasse, Siccardsburggasse, Jagdgasse und Rotenhofgasse, wurde 1957 bis 1959 eine städtische Wohnhausanlage nach Plänen der Architekten Eduard Berger, Leopold Tinhof und Bruno Tinhofer errichtet. Sie wurde nach dem Arbeiterschriftsteller Rudolf Brunngraber benannt.

### Nr. 18: Volkshochschule Favoriten
Die Volkshochschule Favoriten wurde 1922 in Räumen der Realschule Jagdgasse 40 begründet und von Bundespräsident Michael Hainisch eröffnet. Nach dem Zweiten Weltkrieg wurde der Verein Volkshochschule Favoriten 1946 gegründet; Karl Foltinek (1922–2003), später Leiter des Kulturamtes der Stadt Wien, wurde erster pädagogischer Leiter der provisorisch im Schulgebäude Herzgasse 27 untergebrachten VHS. Am Rande des Arthaberparks an der Seite zur Siccardsburggasse befand sich ein Luftschutzbunker, auf dem am 19. September 1959 der Grundstein zur Errichtung des Volkshochschulgebäudes gelegt wurde. Die Architekten, die zuvor den Brunngraberhof geplant hatten, entwarfen auch das Gebäude für die Volkshochschule. Es nahm im September 1961 den Betrieb auf und wurde am 23. Februar 1962 offiziell eröffnet. Es besitzt einen Vortragssaal mit einem Fassungsvermögen von 200 Personen, der auch für Theater- oder Filmvorführungen benützt wird. In den Eingangshallen finden fallweise Ausstellungen statt. Ein Mosaik Menschengruppe aus dem Jahr 1961 stammt von Wilhelm Hochmeister. Daneben im Park steht eine Kunststeinplastik Diskussion von Gottfried Buchberger aus dem gleichen Jahr.

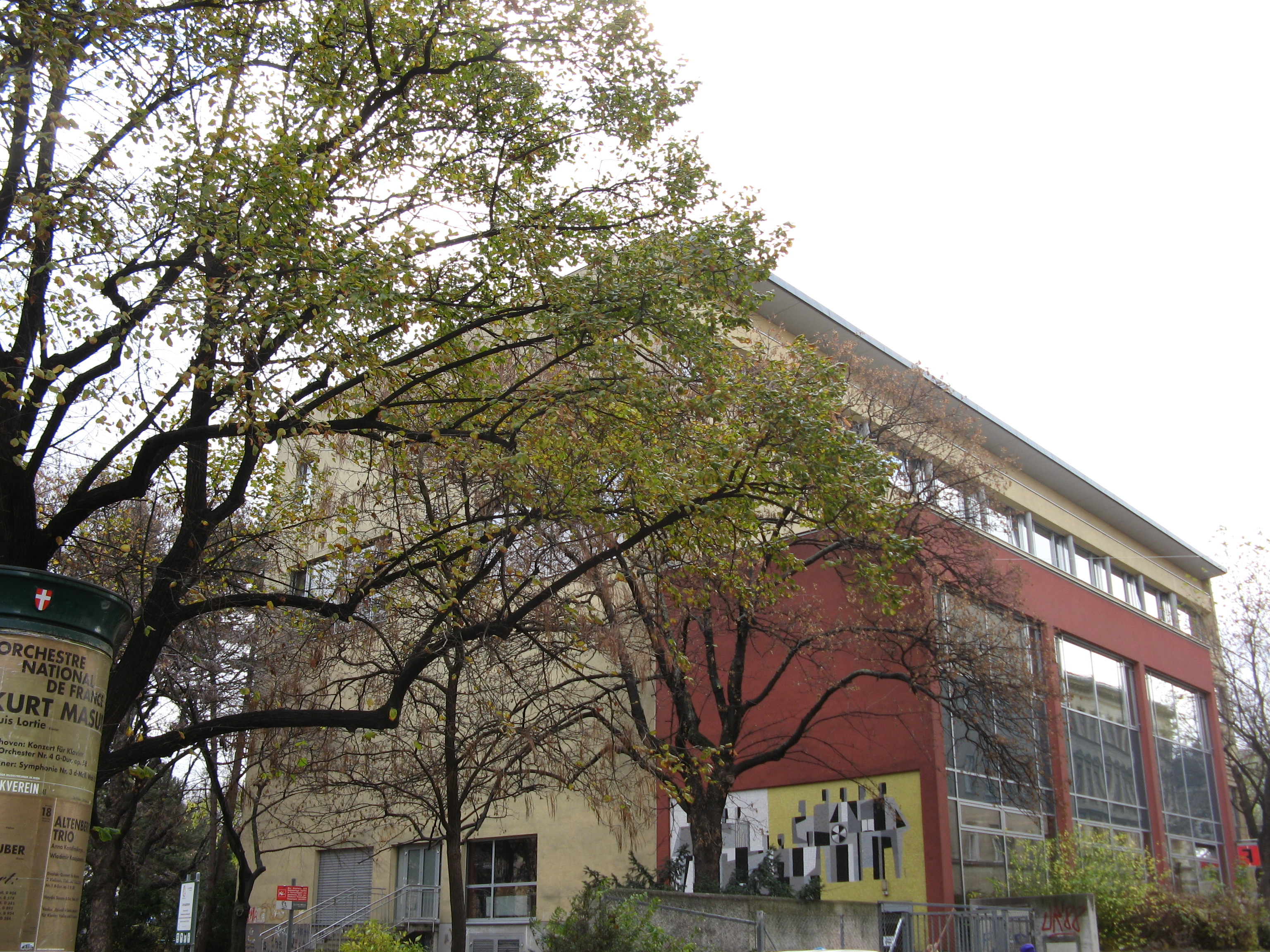
Volkshochschule
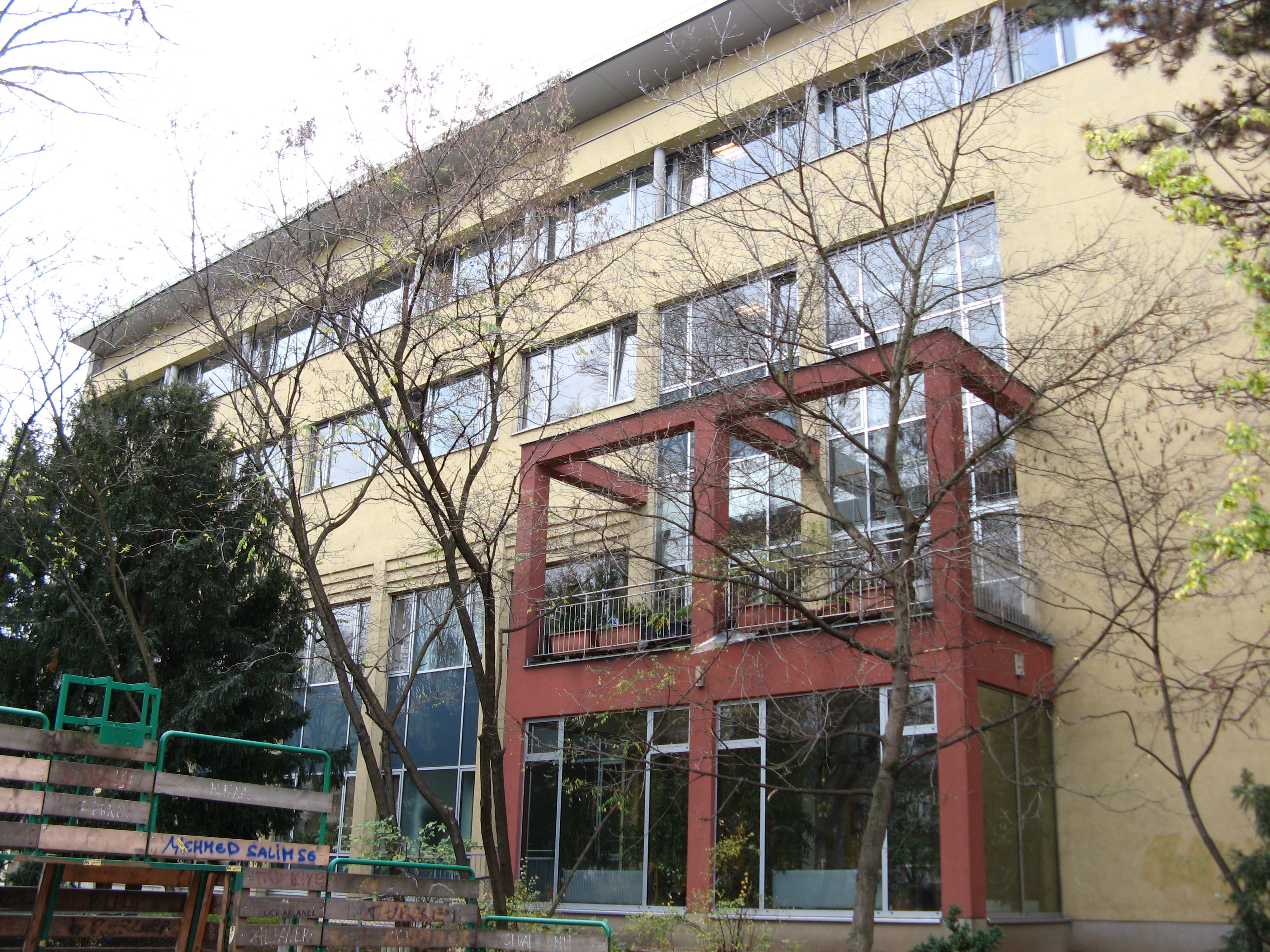
VHS von der Siccardsburggasse
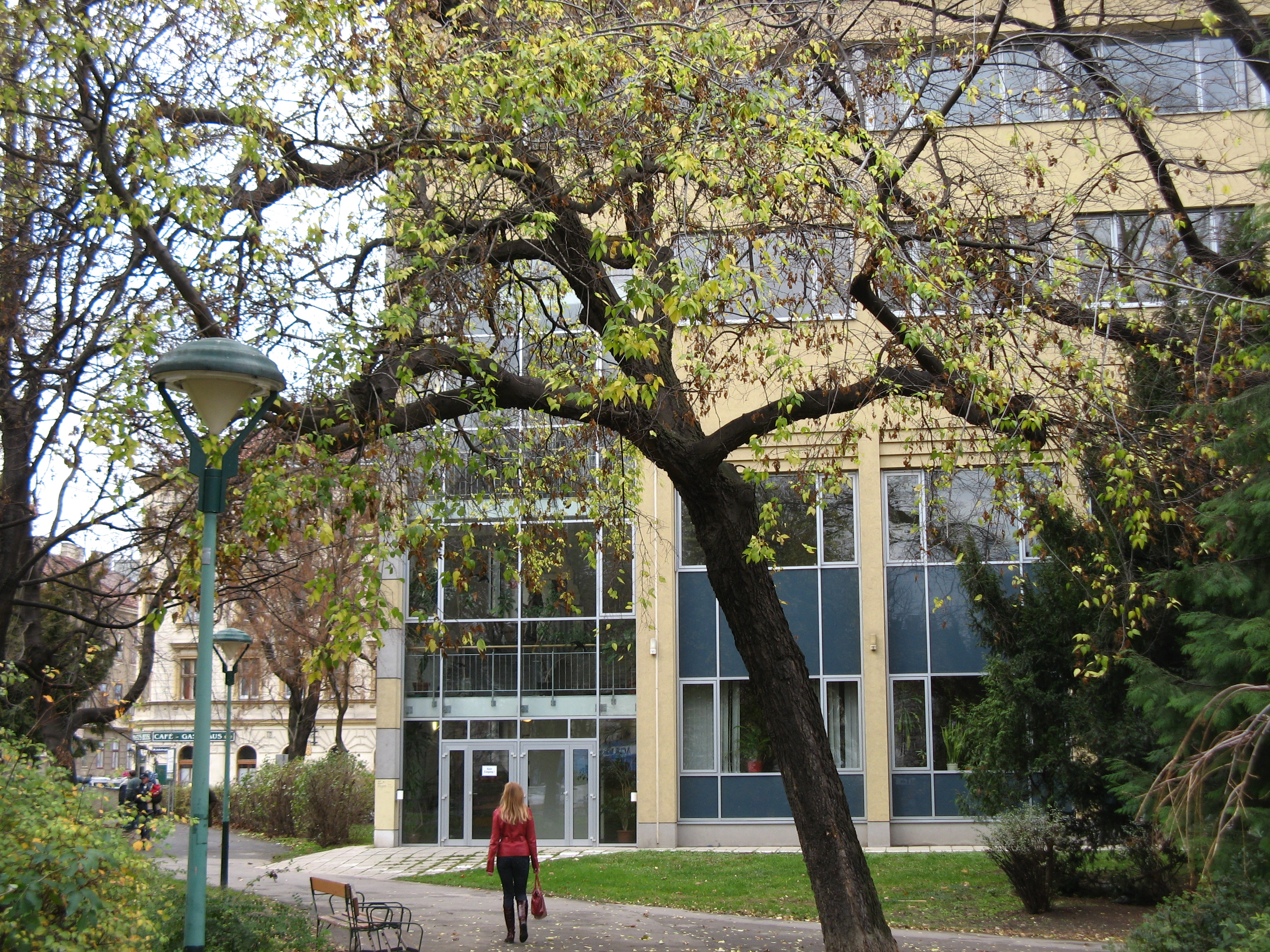
VHS von der Parkseite
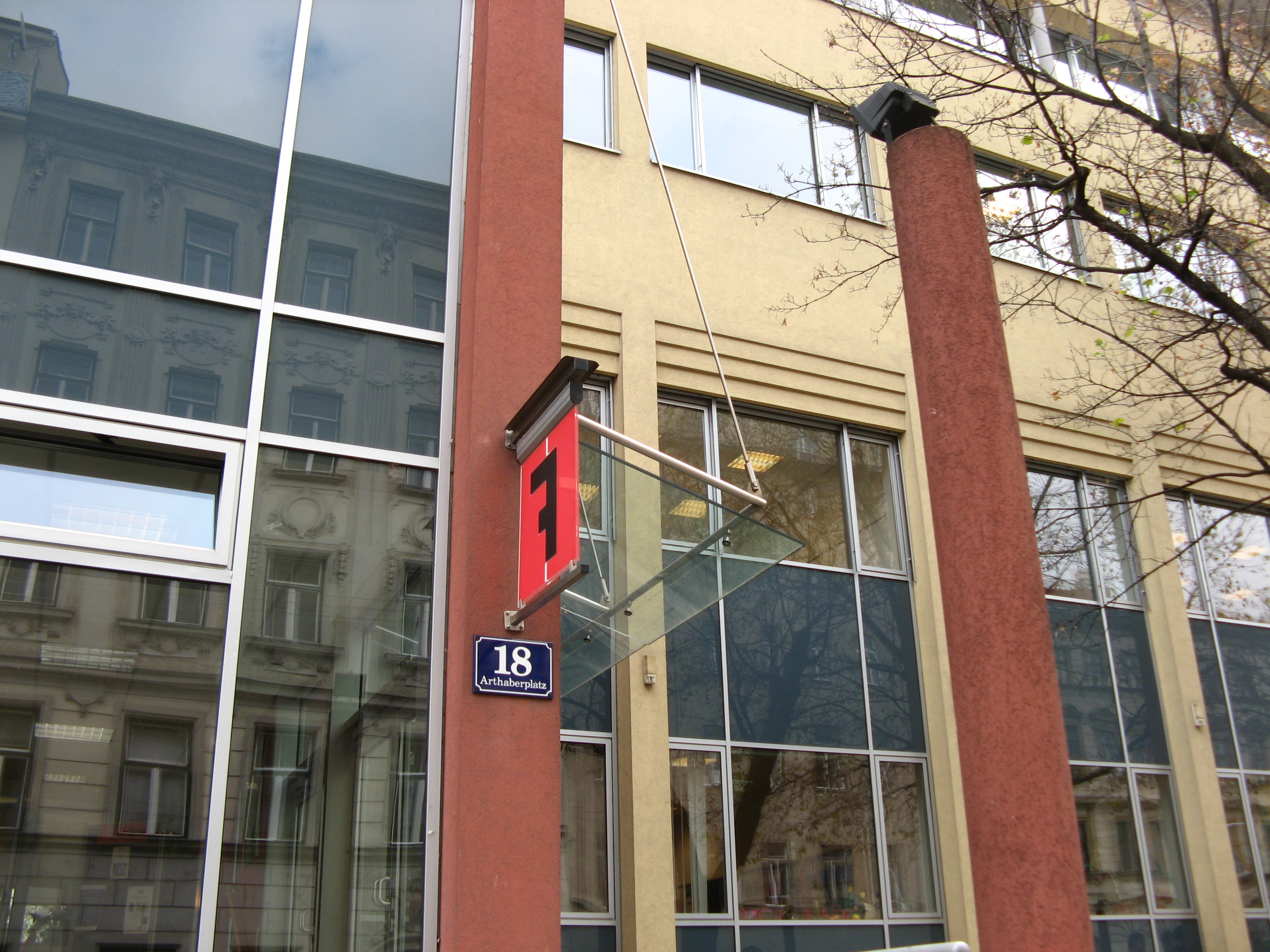
Eingang
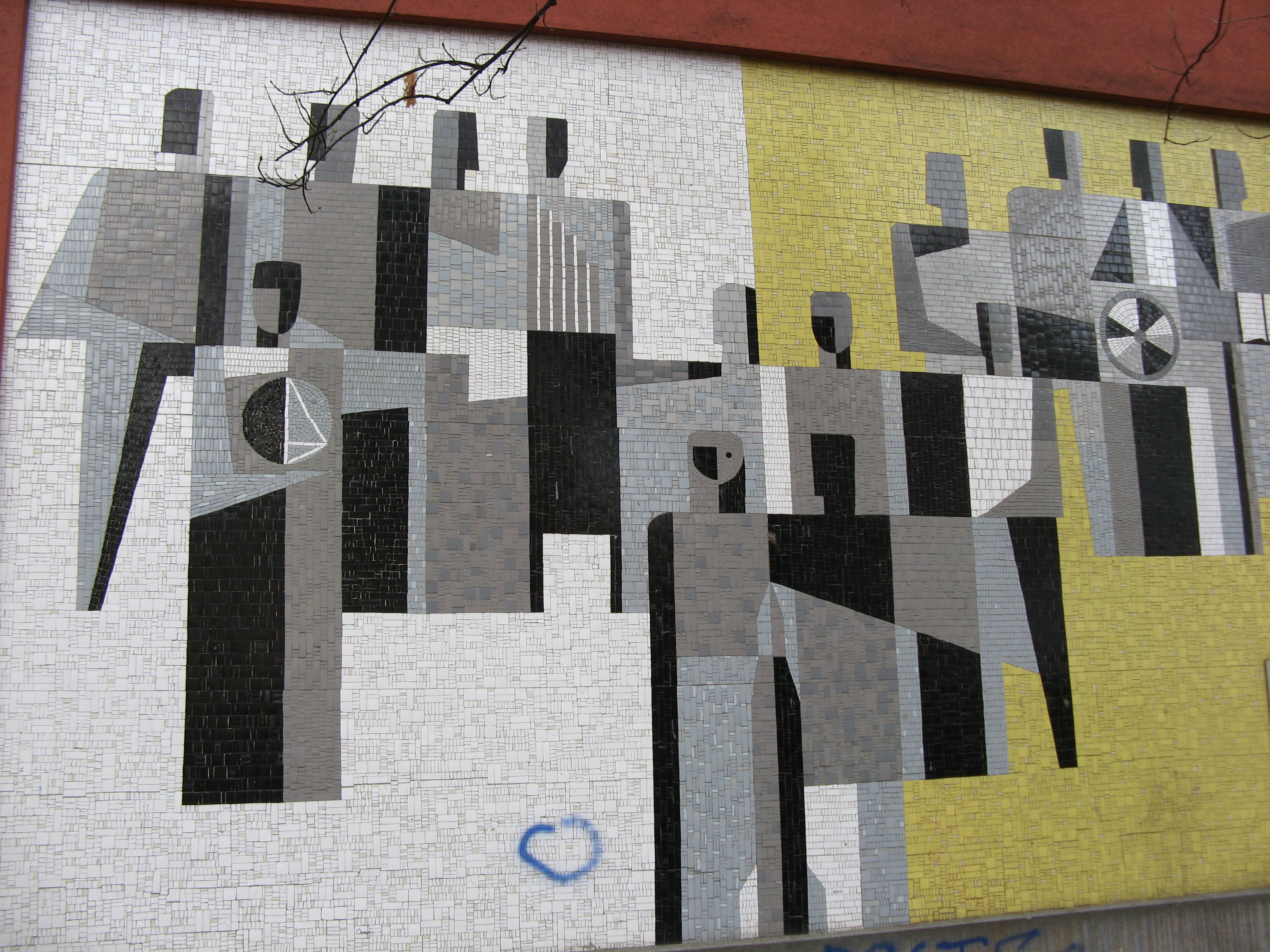
„Menschengruppe“ (1961) von Wilhelm Hochmeister
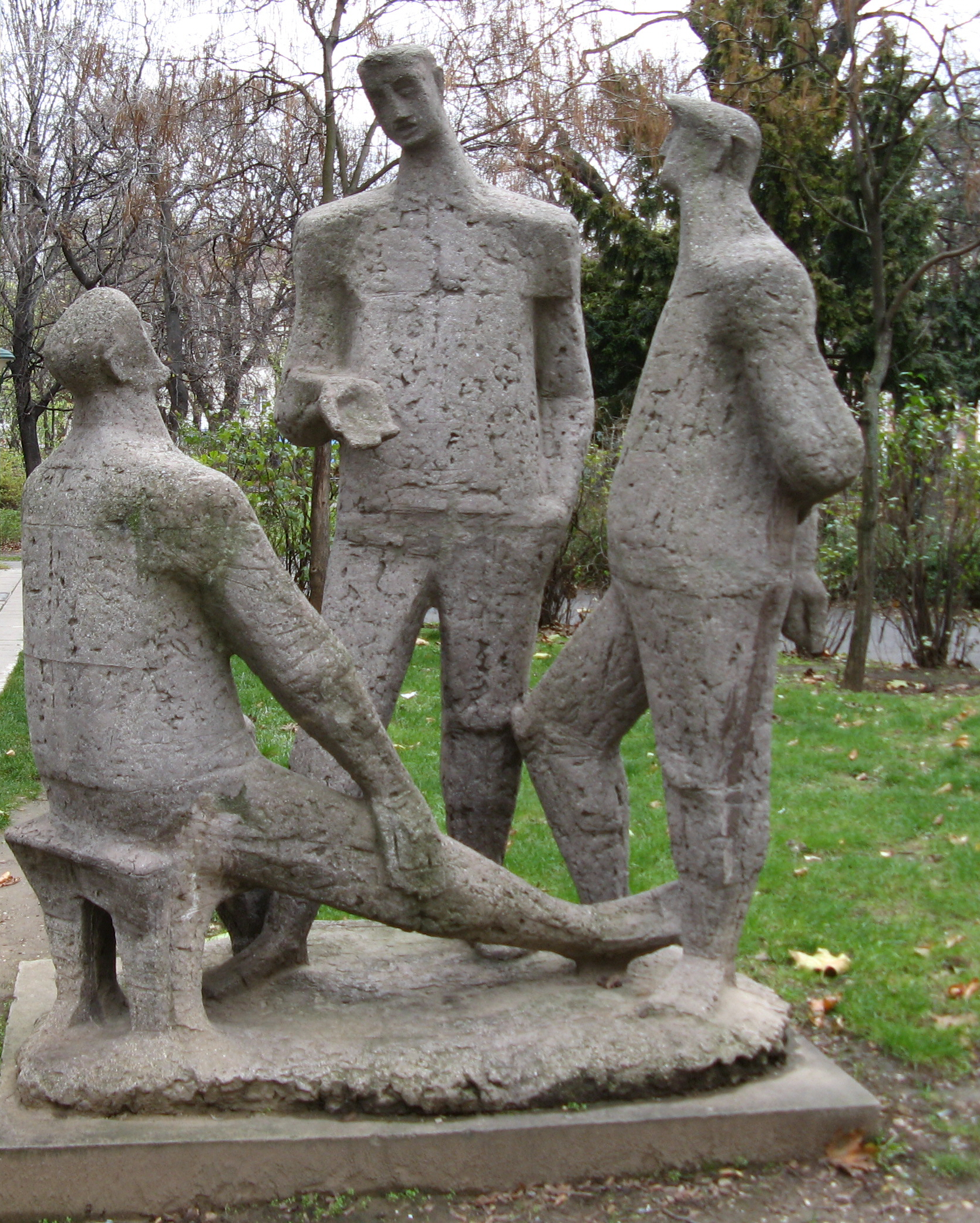
„Diskussion“ (1961) von Gottfried Buchberger
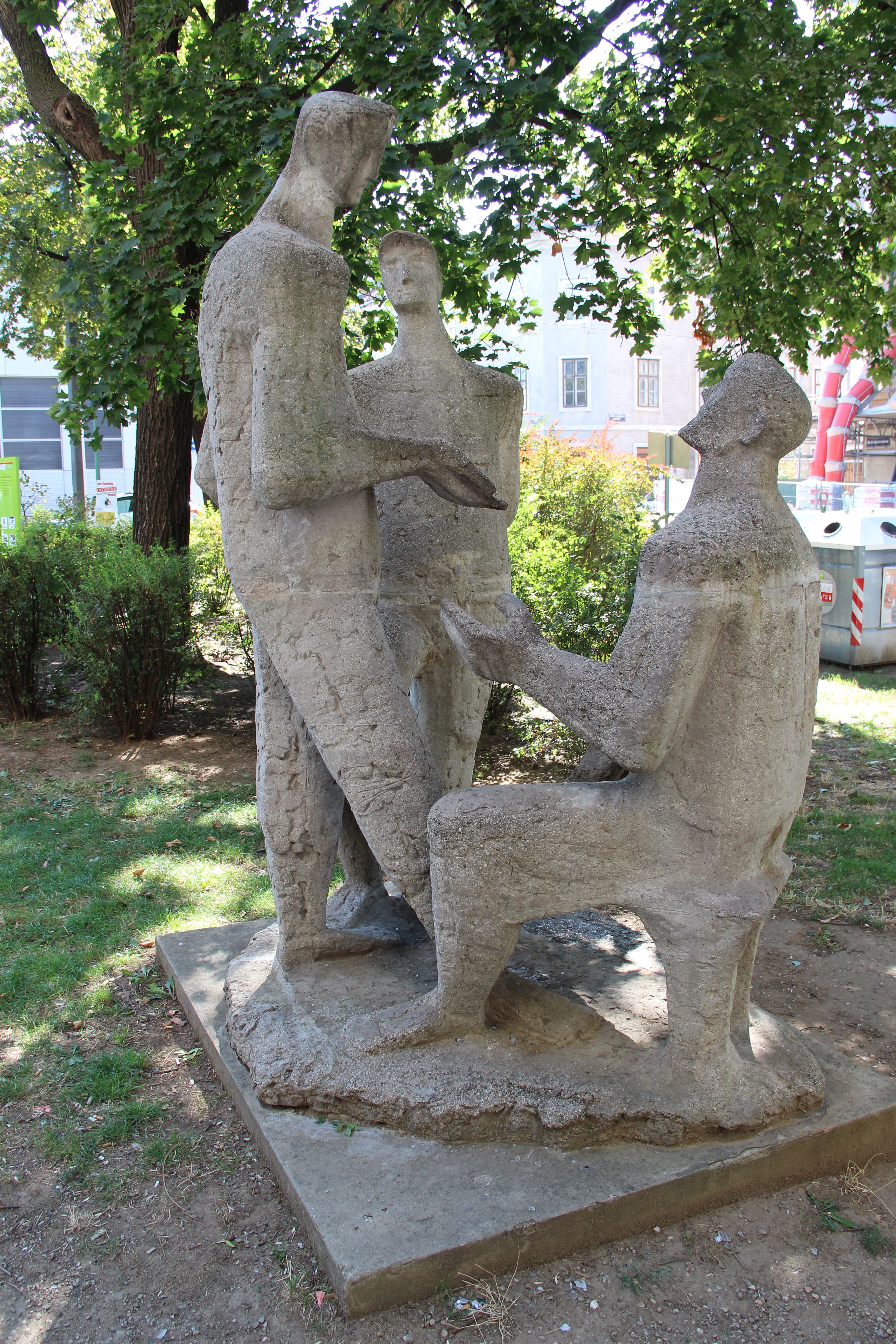
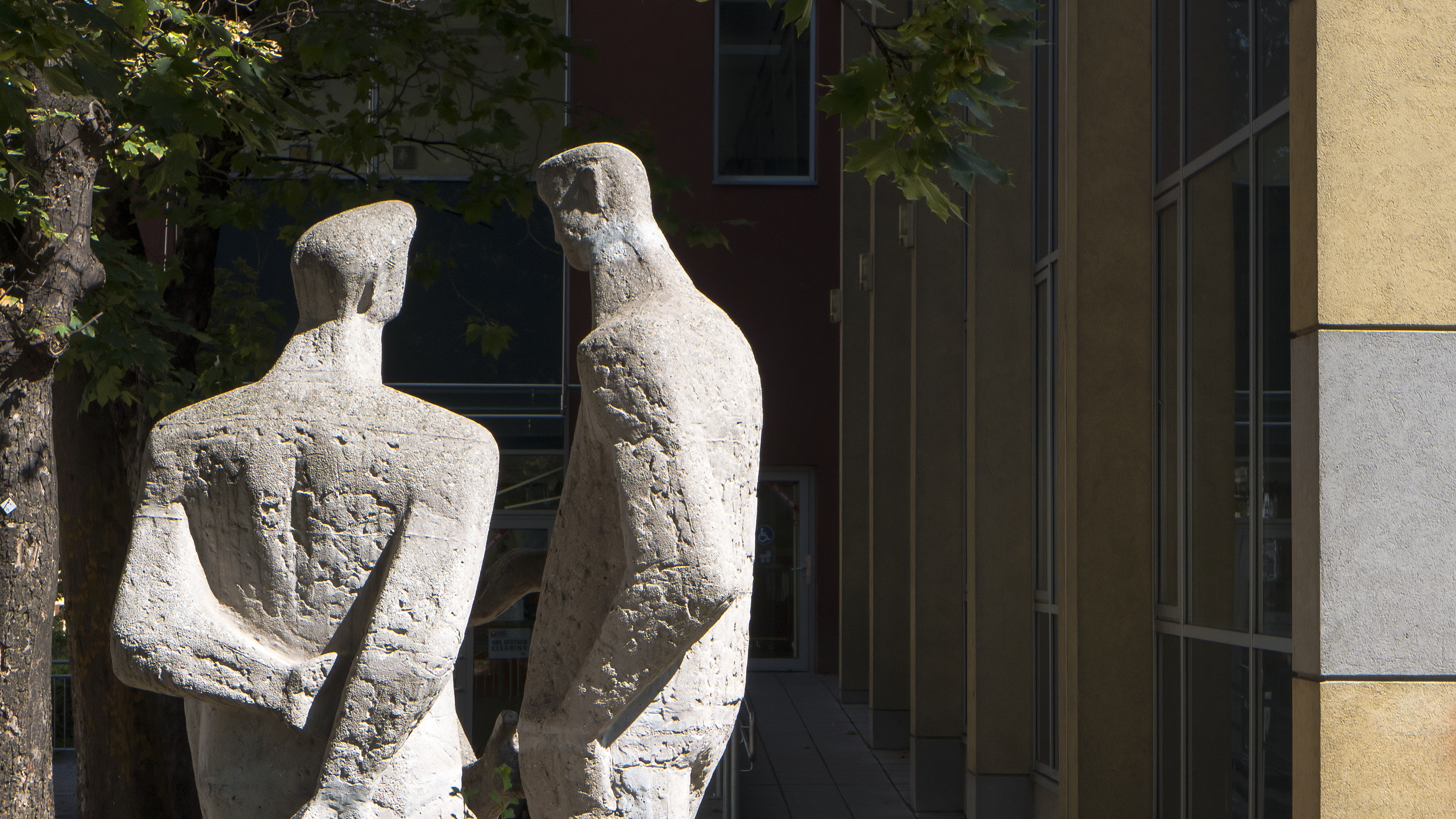
„Diskussion“, Detail